# 总岗山水库
总岗山水库是中国四川省眉山市洪雅县汉王乡境内的一座水库，位于青衣江支流香梓河上，建于1971年。水库正常库容为2549万立方米，集雨面积为28平方千米，海拔为687米。